# Bergische Hochflächen
Die Bergischen Hochflächen sind eine naturräumliche Haupteinheit mit der Ordnungsnummer 338 im Bergischen Land, einem Teil des Rheinischen Schiefergebirges.
Sie umfasst große Teile des Rheinisch-Bergischen Kreises, des Oberbergischen Kreises, Wuppertals, Schwelms und ganz Remscheid und Solingen. Im Osten bildet die Wasserscheide zwischen den Flusssystemen der Wupper und der Ruhr die Naturraumgrenze, im Westen der Übergang zur Bergischen Heideterrasse, im Norden die Wuppertaler Senke und im Süden die Bröl.
Die Hochflächen liegen in einer Höhe von 200 bis 400 m und sind gestuft und zerschnitten. Sie basieren auf einem Faltenrumpf paläozoischer Gesteine in einem Gebiet mit hohen Niederschlägen und sind in untergeordneten Naturräumen gegliedert.

## Gliederung
- 338 Bergische Hochflächen

- 338.0 Mittelbergische Hochflächen

- 338.00 Burscheider Lößterrassen
- 338.01 Ohligser Terrassenriedel
- 338.02 Solinger Höhenrücken
- 338.03 Westliches Wupperengtal
- 338.04 Unteres Wuppertal
- 338.05 Lichtscheider Höhenrücken

- 338.050 Lichtscheider Höhenrücken i.e.S.
- 338.050 Burgholzberge

- 338.06 Remscheider Bergland

- 338.060 Remscheider Bergland i.e.S.
- 338.060 Remscheider Schwelle

- 338.1 Bergisch-Märkische Hochflächen (Nordbergische Hochflächen)

- 338.10 Lenneper Hochflächen
- 338.11 Östliches Wupperengtal
- 338.12 Wippermulde
- 338.13 Wupper-Ennepe-Hochflächen

- 338.130 Radevormwalder Hochfläche
- 338.131 Bever-Neye-Kerspe-Rückenland

- 338.2 Südbergische Hochfläche

- 338.20 Dhünnhochfläche
- 338.21 Bechener Hochfläche
- 338.22 Sülzbergland

- 338.220 Kürtener Hochfläche
- 338.221 Obersülzhochfläche
- 338.222 Leppehochfläche
- 338.223 Lennepehochrücken
- 338.224 Bärbroicher Höhe
- 338.225 Sülzsenken und -rücken

- 338.23 Paffrather Kalksenke

- 338.3 Wipperquellgebiet
- 338.4 Agger-Sülz-Hochflächen

- 338.40 Bensberg-Forsbacher Gebirgsrand
- 338.41 Sülzhochfläche
- 338.42 Overather Aggertal
- 338.43 Marialinder Riedelland

- 338.5 Mucher Hochfläche
- 338.6 Wahlscheid-Seelscheider Lößgebiet

- 338.60 Scheiderhöhe
- 338.61 Wahlscheider Aggertal
- 338.62 Wahnhochfläche

- 338.7 Brölhochfläche